# Tu vuo' fa' l'americano
Tu vuo' fa' l'americano è una canzone napoletana di Renato Carosone.
La canzone fu scritta nel 1956 da Carosone per la parte musicale e da Nisa (Nicola Salerno) per il testo. Il compositore combinò musica swing e jazz al pianoforte, realizzando un boogie woogie in un solo quarto d'ora dopo aver letto il testo di Salerno. Carosone fu immediatamente sicuro che il brano avrebbe ottenuto un grande successo, e infatti, una volta pubblicata dalla casa discografica Pathé su 45 giri (GQ 2032) nel 1956 e su EP l'anno successivo (GQ 534), raggiunse il successo internazionale ed è tuttora la canzone più nota del cantautore.

## Testo
Il testo parla di un italiano che desidera imitare lo stile di vita statunitense contemporaneo, bevendo "whisky e soda", ballando il rock and roll, giocando a baseball e fumando delle sigarette Camel, ma rimane dipendente dal denaro dei suoi genitori, richiamando il Nando Mericoni di Alberto Sordi. La canzone viene spesso interpretata come una satira del processo di americanizzazione presente nei primi anni del dopoguerra, quando l'Italia era ancora basata su una società rurale e tradizionale.
Lo stesso Carosone scrisse che le sue canzoni «erano profondamente basate sul sogno statunitense, interpretando il jazz e i suoi derivati come il simbolo di un'America ricca e prosperosa, ma mantenendo sempre lo stile della canzone napoletana, utilizzandola anche come parodia dei suoi usi».

## L'origine del testo
Nella puntata di TV7 andata in onda il 4 settembre 2011 Renzo Arbore ricordava che lui e un ristretto numero di amici giravano per i quartieri di Napoli abitati dagli americani indossando jeans giocando a fare gli americani e che proprio a ragazzi come loro Carosone s'ispirò nella composizione della canzone. Ciò va integrato con quanto lo stesso Carosone aveva scritto, nel 2000, nella sua autobiografia Un americano a Napoli: «Quelli che credono di sapere tutto di sé sostengono che l'idea per Tu vuo' fa' l'americano mi sia venuta vedendo passeggiare per Via Toledo un giovanissimo Renzo Arbore, appena iscrittosi all'università partenopea. È vero che lo showman fu tra i primi a frequentare la NATO, a propagandare il virus del jazz prima e del rock poi e a indossare i blue-jeans, ma le date non coincidono: il brano è del '56 e in quell'anno Renzo, bocciato in terza liceo, era ancora a Foggia. A Napoli sarebbe arrivato solo nel '57.»

## Censura
Carosone poté presentare la canzone in televisione solo nel 1957.
Il testo originale, infatti, era stato censurato: il cantante napoletano fu costretto a cambiare il verso «ma i soldi pe' Camel chi te li dà?» con «ma i soldi pe’ campà, chi te li dà?». Dopo questa modifica, la canzone fu riammessa nella scaletta delle canzoni trasmesse dalla radio nazionale.

## Omaggi e citazioni
La versione originale di Carosone appare nel film Totò, Peppino e le fanatiche di Mario Mattoli (1958), dove la esegue assieme alla sua jazz band, formazione che comprende anche Gegè Di Giacomo alla batteria. Il pezzo appare anche ne La baia di Napoli di Melville Shavelson, dove viene eseguita da Sophia Loren sotto gli occhi di Clark Gable. Fu eseguita anche da Fiorello, il fratello Beppe, Matt Damon e Jude Law nel film del 1999 Il talento di Mr. Ripley, e da Gino il pollo con alcune modifiche nel testo ed il titolo cambiato in Tu vuó fa ‘o talebano.

## Altre versioni
- Nel 2000 Renato Carosone incise in duo con Tonino Carotone (che si ispirò per il suo nome d'arte proprio al musicista partenopeo) una nuova versione della canzone, contenuta in Mondo difficile, disco d'esordio di Carotone. Proprio questa versione del suo brano più celebre fu la sua ultima incisione.
- Gisella Cozzo canta la versione in inglese "You wanna be Americano" con Ray Gelato per lo spot Dockers Levi's nel 1998. Successivamente esce il singolo in tutta Europa. Il singolo rimane in classifica per settimane nel Billboard Top 200.
- Il rapper italo-francese Akhenaton, i cui genitori sono di Napoli, ha realizzato una versione della canzone con lo stesso titolo ma in francese, in cui descrive la storia del suo fascino per l'America quando era bambino, e la sua delusione dopo aver scoperto l'America una volta adulto.
- Lou Bega ha realizzato una cover in inglese intitolata You Wanna Be Americano.
- The Brian Setzer Orchestra hanno pubblicato una loro versione del brano intitolata Americano, che hanno inserito nell'album VaVoom.
- Nel 2001 il cantante francese Dany Brillant la include nel suo album Dolce Vita.
- Nel 2001 Andrea Zingoni ne ha fatto una parodia umoristica, intitolata "Tu vuo' fa' 'o talebano" e cantata da Gino il pollo.
- Nel 2002 i Quadro Nuevo inseriscono nell'album Canzone della strada una cover del brano (Fine Music, FM 106-2), pubblicato in Germania e Canada.
- Nel 2007 il gruppo musicale The Puppini Sisters ha pubblicato una sua versione sull'album Betcha Bottom Dollar.
- Nel 2008 Orietta Berti ha pubblicato la sua versione sull'album "Swing, un omaggio alla mia maniera" arrangiato dal maestro Sandro Comini.
- Nel 2009 il Dj italiano Luca Noise in collaborazione con Paolo Schiesaro ha realizzato una propria versione del brano inserita nell'album di debutto Potenza adeguata.
- Sempre nel 2009 il cantante Patrizio Buanne ha realizzato una sua versione intitolata Americano ed inserita nell'album Patrizio.
- Nel 2010 il cantante Pitbull ha realizzato una sua versione intitolata Bon Bon.
- Nell'estate dello stesso anno il gruppo di musica house Yolanda Be Cool ha utilizzato un sample del brano per la canzone We No Speak Americano, inclusa in Just Dance 4.
- Nel 2011 il cantante Mario Trevi la inserisce nel suo album Napoli Turbo Folk, contaminando il brano con accenni musicali della canzone popolare Bella ciao.
- Nel 2012 il cantante Al Bano la include nel suo album Fratelli d'Italia.
- Nel 2012 il gruppo musicale The Gypsy Queens la include nell'album omonimo, intitolandola L'americano.
- Nel 2015 il gruppo musicale Parma Brass Quintet la include nell'album Swing, amore e fantasia, intitolandola Tu vo fa l'americano (Irma Records, IRM 1265).
- Nel 2020 Achille Lauro e Gigi d'Alessio realizzano una cover della canzone.